# Marianne Jensen (Fußballspielerin)
Marianne Jensen (* 14. Januar 1970) ist eine ehemalige dänische Fußballspielerin.

## Karriere
Jensen spielte bis 1990 für Fortuna Hjørring, ehe sie zu Hjortshøj-Egaa Idrætsforening, einen Verein aus Aarhus, wechselte. Am 15. März 1989 kam Jensen beim 3:2-Sieg über Italien zu ihrem ersten Einsatz für die dänische Nationalmannschaft. Im Jahr 1991 nahm die Mittelfeldspielerin an der Weltmeisterschaft teil, wo sie auf zwei Einsätze kam. Jensen bestritt am 24. Februar 1995 bei der 0:7-Niederlage gegen Vereinigten Staaten – der bis heute höchsten Niederlage der Nationalmannschaft – ihr 40. und letztes Länderspiel; insgesamt erzielte sie fünf Treffer im Nationaldress, dazu kommt ein Spiel und ein Tor für die U21-Nationalmannschaft Dänemarks.